# Le Mas des Escaravatiers
Le Mas des Escaravatiers est un festival de musiques actuelles situé dans le Var à Puget-sur-Argens entre Nice et Marseille. Il est à l'origine du « Puget Live Festival » (2012-2014), en collaboration avec Panda Events et la mairie de Puget-sur-Argens.
Le groupe Lilly Wood and the Prick sont des habitués du festival, pour lequel ils ont écrit une chanson s'intitulant Le Mas figurant sur leur deuxième album The Fight.